# Glycaspis planaria
Glycaspis planaria är en insektsart som beskrevs av Moore 1961. Glycaspis planaria ingår i släktet Glycaspis och familjen rundbladloppor. Inga underarter finns listade i Catalogue of Life.